# تشو مين-كوك
تشو مين-كوك (ولد في 5 يوليو 1963): لاعب كرة قدم ومدرب سابق من كوريا الجنوبية. لعب كامل مسيرته الكروية كمدافع في نادي سول في دوري كوريا الجنوبية لكرة القدم و لعب لنادي ألسان هيونداي لموسم 2014.

## وصلات خارجية
- تشو مين-كوك على موقع الاتحاد الدولي (مؤرشف)  (الإنجليزية)
- تشو مين-كوك على موقع دوري كوريا الجنوبية (الإنجليزية)
- تشو مين-كوك على موقع قاعدة بيانات كرة القدم.إي يو (الإنجليزية)
- تشو مين-كوك على موقع ناشيونال فوتبول تيمز (الإنجليزية)
- تشو مين-كوك على موقع أوليمبيديا (الإنجليزية)